# Mygblomst
Mygblomst (Liparis loeselii) er en 3-20 cm høj orkidé. Den er udbredt i Europa og det østlige Nordamerika. I Europa er den koncentreret i området omkring det sydlige Baltikum fra Danmark i vest til Hviderusland og Rusland i øst, og den findes desuden spredt i f.eks. Schweiz og Italien. Mygblomst vokser i lavmoser, kalkrige kær eller fugtige klitlavninger.
Det er en lille gulgrøn plante med to (eller tre) grundstillede, glinsende, elliptiske blade. De få grøngule blomster findes i et endestillet aks. Blomsterne er 7-10 millimeter brede og de ydre blosterblade er linjeformede og udstående, så de kan minde om myggeben. I Danmark er Mygblomst meget sjælden i kalkrige kær og kildevæld. Den blomstrer her i landet i juni-juli. I Sverige er den sjælden i ekstremrigkær i den sydlige del.
Mygblomst er omfattet af Habitatdirektivet,
og er blandt de danske arter på habitatdirektivets bilag IV, fredet og vurderet som truet på Den danske Rødliste 2019.